# A.S.D. Sacilese Calcio
Associazione Sportiva Dilettantistica Sacilese Calcio là một câu lạc bộ bóng đá Ý nằm ở Sacile, Friuli-Venezia Giulia. Vào cuối mùa giải Lega Pro Seconda Divisione 2010-11, câu lạc bộ đã xuống hạng Serie D.

## Lịch sử
Câu lạc bộ được thành lập vào năm 1920.

### Từ 2006-07 đến 2009-10
Mùa giải Serie D 2006-2007, đội kết thúc thứ 8 tại Girone C. Một năm sau, trong mùa giải Serie D 2007-08, đội xếp thứ 4 trong cùng bảng, đủ điều kiện cho các trận play-off thăng hạng nhưng thua ở vòng đầu tiên.
Mùa giải Serie D 2008-09, Sacilese xếp hạng 1 tại Girone C, thăng hạng trực tiếp lên Lega Pro Seconda Divisione.
Trong mùa giải Lega Pro Seconda Divisione 2009-10, Sacilese xếp thứ 11 tại Girone B.

### 2010-11: xuống hạng Serie D
Vào cuối mùa giải Lega Pro Seconda Divisione 2010-11, Sacilese được xếp ở vị trí thứ 15 với 27 điểm, với thành tích 5 chiến thắng, 12 trận hòa và 15 thất bại, trước Sanremese và phải đối đầu trực tiếp. Vị trí buộc hai đội phải chơi trận play-off xuống hạng.
Trận đấu đầu tiên được chơi ở Sanremo vào ngày 22 tháng 5, trở về sân nhà vào ngày 29 tháng 5 năm 2011  Sacilese thua trận sân khách  và hòa 1-1 trên sân nhà, do đó họ phải xuống hạng Serie D 

## Màu sắc và huy hiệu
Màu sắc của đội là trắng và đỏ.